# Fairchild Aircraft

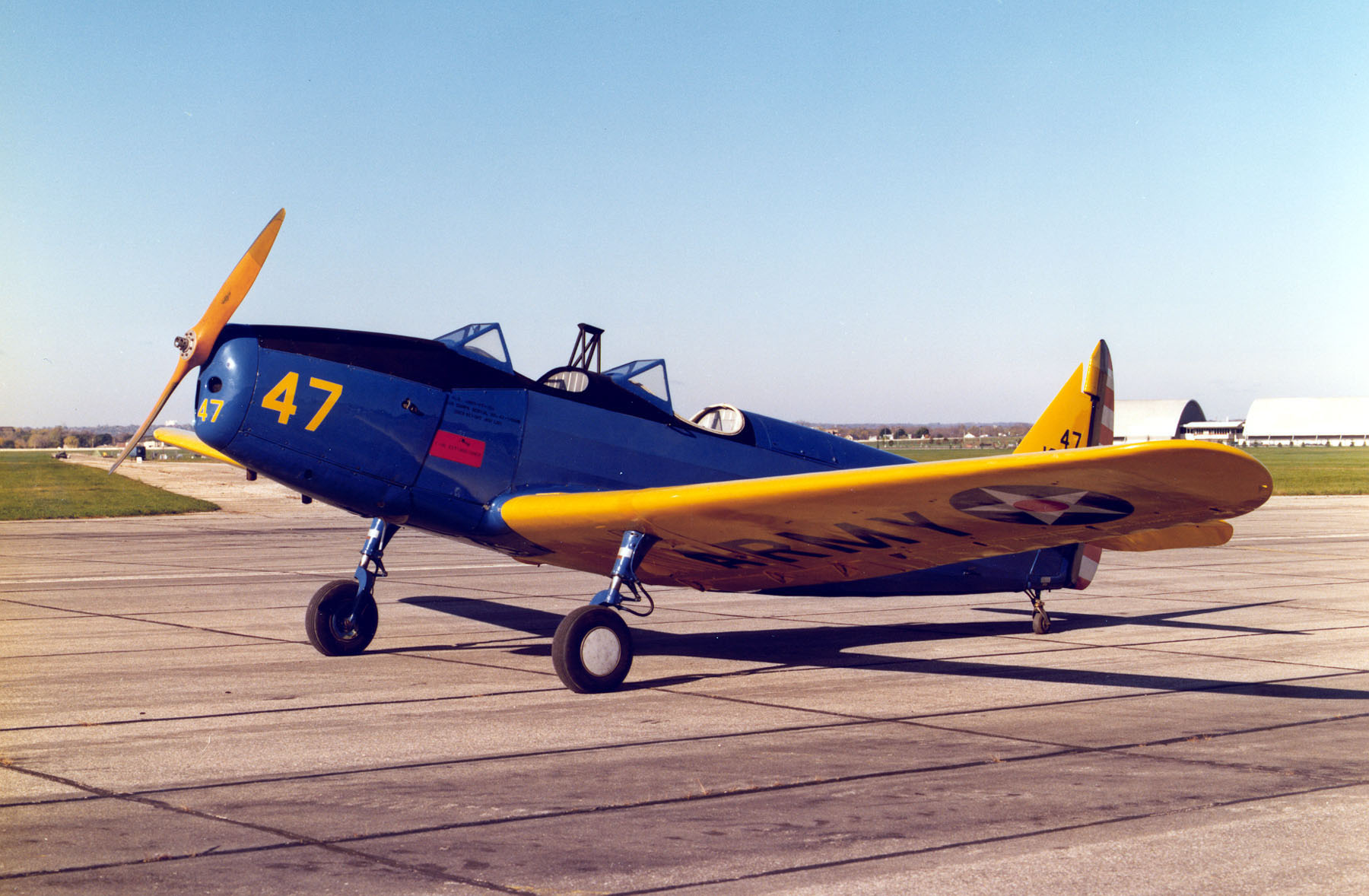
Fairchild PT-19

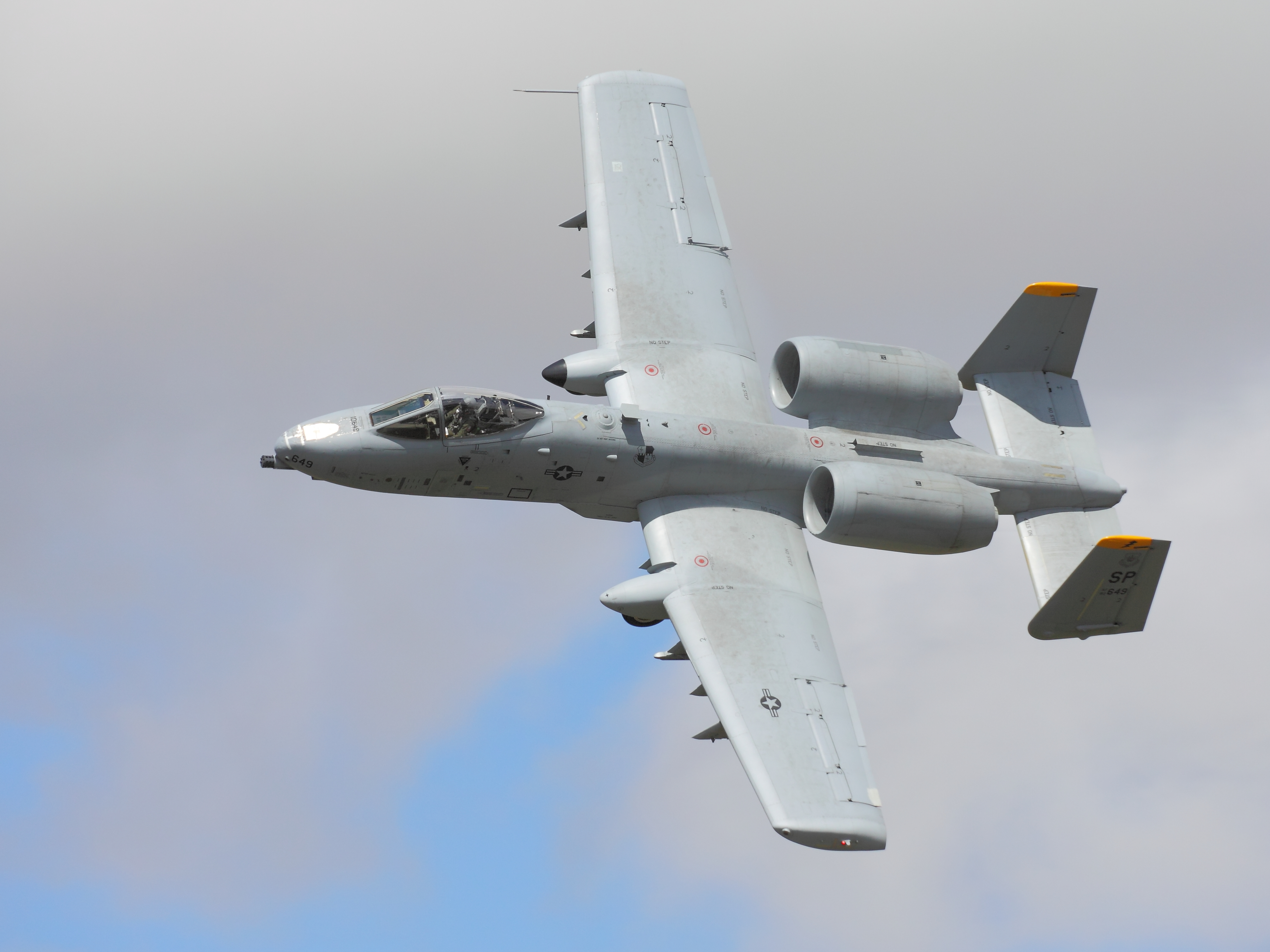
Fairchild A-10 Thunderbolt II

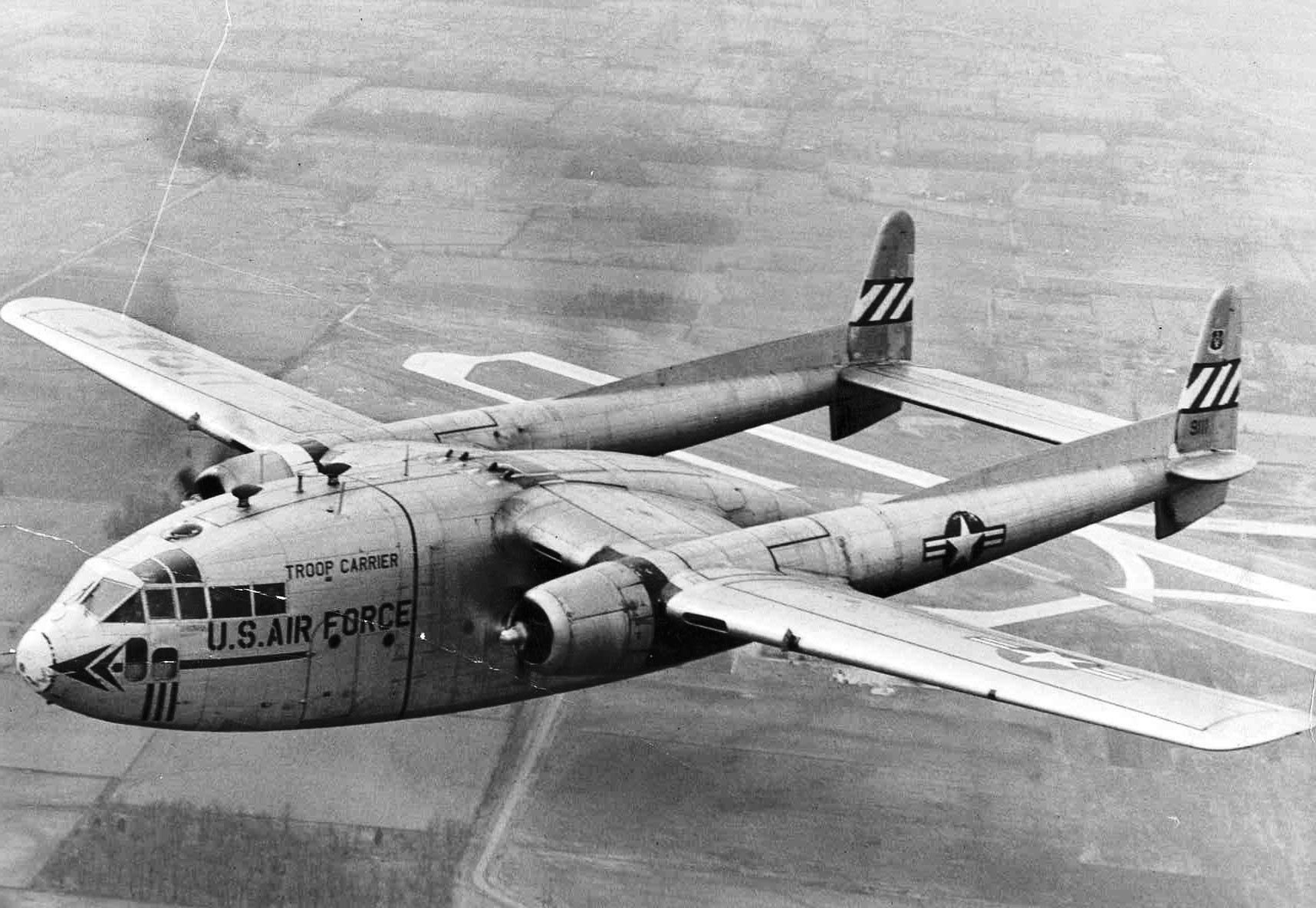
Fairchild C-119 Flying Boxcar

Fairchild Aircraft – amerykański koncern lotniczy, założony przez Shermana Fairchilda w 1925 roku, pierwotnie pod nazwą Fairchild Aviation Corporation z siedzibą w Farmingdale oraz East Farmingdale na Long Island, w stanie Nowy Jork. Potem zmieniono nazwę na Fairchild Aircraft Manufacturing Company. W 1931 przeniesiono siedzibę do Hagerstown w Maryland. Po serii reorganizacji i przejęć, w 1984 roku zakończono produkcję w Hagerstown, a siedzibą stało się San Antonio w Teksasie. W 1996 nastąpiło przejęcie cywilnej części firmy Dornier i zmieniono nazwę na Fairchild Dornier. W latach 2002–2003 majątek przedsiębiorstwa został przejęty przez M7 Aerospace.
Przez pewien czas pracował w niej Wernher von Braun – niemiecki uczony, jeden z czołowych konstruktorów rakiet i pionierów podboju kosmosu; podczas II wojny światowej współtwórca pocisków balistycznych V-2, członek partii nazistowskiej, oficer SS; po wojnie uczestnik amerykańskiego programu kosmicznego.

## Wybrane konstrukcje
- Fairchild 24 (oblot w 1932, 2232 sztuki)
- Fairchild PT-19 (oblot w 1939, 6397 sztuk)
- Fairchild C-82 Packet (oblot w 1944, 223 sztuki)
- Fairchild C-119 Flying Boxcar (oblot w 1947, 1183 sztuki)
- Fairchild C-123 Provider (oblot w 1949, 307 sztuk)
- Fairchild F-27/FH-227 (oblot w 1955, 128/78 sztuk na licencji)
- Pilatus PC-6/B/C Porter (oblot w 1964, ~50 sztuk na licencji)
  - Fairchild AU-23A Peacemaker (oblot w 1971, 15 sztuk)
- Fairchild Swearingen Metroliner (oblot w 1968, 600 sztuk)
- Fairchild A-10 Thunderbolt II (oblot w 1972, 716 sztuk)
- Fairchild T-46 (oblot w 1985, 3 prototypy)
- Dornier Do 328 (oblot w 1991, 217 sztuk, po nabyciu Dorniera w 1996)